# Clout
Clout war eine Popgruppe aus Südafrika, die 1977 gegründet wurde. Bekannt wurde sie im Spätsommer 1978 durch das Lied Substitute (einer Coverversion der Righteous Brothers, im Original aus dem Jahr 1975 von der LP The Sons of Mrs. Righteous, geschrieben von Willie H. Wilson), mit dem sie in den meisten europäischen Ländern einen Top-Ten-Erfolg landete und in Deutschland sogar die Spitze der Charts erreichte. In Neuseeland, Australien, Frankreich, Belgien, Niederlande und in Südafrika landete das Lied ebenfalls auf Platz 1.
Clout bedeutet unter anderem „Fetzen“, im Bandlogo dargestellt durch einen Bikini-Slip.

## Besetzung
Ursprünglich bestand die Band aus Cindy Alter (* 10. März 1957 in Johannesburg), Jenni Garson, Ingrid Herbst, Glenda Millar (damals noch Hyam) und Lee Tomlinson. 1978/79 änderte sich die Besetzung: Den Top-Ten-Erfolg Save Me sangen vier der Gründungsmitglieder (alle bis auf Glenda Hyam) und die beiden Männer Bones Brettell (der Glenda Hyam am Keyboard ersetzte) und Sandy Robbie.
1980 verließ die Bassistin und Mitgründerin Lee Tomlinson die Band und wurde auf dem letzten Studioalbum der Band (A Threat and a Promise) durch Gary van Zyl ersetzt.
1981 löste sich die Band auf. 
Der Stil der Band ließ sich zunächst als Pop bezeichnen, mit der Änderung der Bandbesetzung spielte die Gruppe ab 1979 aber auch in Richtung Rock- und Discomusik.

## Diskografie

### Alben
- 1978: Substitute
- 1979: Six of the Best
- 1980: A Threat and a Promise
- 1981: 1977 to 1981
- 1992: Substitute (Niederländische Version)
- 1992: 20 Greatest Hits
- 2005: Since We’ve Been Gone (nur in Südafrika)
- 2010: The Best of Clout

### Singles
- 1978: Substitute
- 1978: Let It Grow
- 1978: You’ve Got All of Me
- 1979: Since You've Been Gone
- 1979: Save Me
- 1979: Under Fire
- 1979: Oowatanite
- 1980: Portable Radio
- 1980: The Best of Me
- 1981: Wish I Were Loving You